# George Mackey
Pour les articles homonymes, voir Mackey.

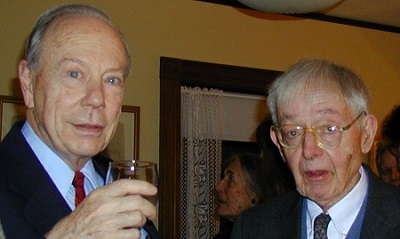
Andrew Gleason et son mentor George Mackey au d'Alice Mackey, en 2000 (photo de Richard Palais)

George Whitelaw Mackey, né le 1er février 1916 à Saint-Louis (Missouri) et mort le 15 mars 2006 à Belmont (Massachusetts), est un mathématicien américain.

## Biographie
Mackey obtient son Bachelor of Arts à l'université Rice en 1938 et son Ph.D. à l'université Harvard en 1942, sous la direction de Marshall Stone. Il est l'un des cinq premiers lauréats à bénéficier d'une bourse Putnam, en 1938.
Intégrant en 1943 le département de mathématiques de Harvard, il y occupe à partir de 1969 la chaire Landon T. Clay de Professor of Mathematics and Theoretical Science, jusqu'à sa retraite en 1985. Parmi ses étudiants de thèse figurent Lawrence G. Brown, Andrew Gleason, David Mumford et Richard Palais.
Mackey est élu membre de l'Académie américaine des arts et des sciences et de l'Académie nationale des sciences.
En 1975, il reçoit le prix Steele.

## Œuvre
Les principaux domaines de recherche de Mackey sont la théorie des représentations, la théorie ergodique, et les parties de l'analyse fonctionnelle qui leur sont liées. Au début de sa carrière, il apporte des contributions importantes à la théorie de la dualité pour les espaces localement convexes, fournissant des outils utiles pour le développement ultérieur de ce domaine, entre autres pour le travail d'Alexandre Grothendieck sur les produits tensoriels topologiques (en).
Mackey est l'un des premiers à travailler à l'intersection des domaines de la logique quantique, de la théorie des représentations unitaires de dimension infinie des groupes, de la théorie des algèbres d'opérateurs et de la géométrie non commutative. Une idée centrale dans le travail de Mackey, à la fois en théorie des représentations de groupes et en physique mathématique, est celle de système d'imprimitivité (en) et de représentation induite d'un groupe localement compact. Elle a conduit naturellement à analyser les représentations de produits semi-directs en termes d'actions ergodiques de groupes et dans certains cas, à les classifier complètement. Les résultats de Mackey sont des outils essentiels dans l'étude des représentations de groupes de Lie nilpotents à l'aide de la méthode des orbites (en) développée par Alexandre Kirillov dans les années 1960. Sa notion de « sous-groupe virtuel », introduite en 1966 en termes de groupoïdes, a une influence significative en théorie ergodique.
Un autre ingrédient essentiel dans le travail de Mackey est d'associer une structure borélienne à l'objet dual (en) d'un groupe localement compact (supposé métrisable et séparable). L'une des conjectures importantes de Mackey, finalement résolue grâce au travail de James Glimm sur les C*-algèbres, est qu'un tel groupe est de type I (c'est-à-dire que toutes ses représentations factorielles sont de ce type) si et seulement si son dual est un espace borélien standard.
Mackey écrit beaucoup d'articles d'exposition générale qui relient ses thèmes de recherche à de nombreux domaines des mathématiques et de la physique, en particulier la mécanique quantique et la mécanique statistique.

## Sélection d'ouvrages
- (en) George Mackey, Mathematical foundations of quantum mechanics, Mineola, N.Y, Dover, 2004 (1re éd. Benjamin, 1963), 137 p. (ISBN 978-0-486-43517-6, lire en ligne)
- (en) Unitary Group Representations in Physics, Probability, and Number Theory, Benjamin, 1978, 402 p. (ISBN 978-0-8053-6702-7)
- (en) George Mackey, The theory of unitary group representations, Chicago, University of Chicago Press, 1976 (ISBN 978-0-226-50051-5)
- (en) Induced Representations of Groups and Quantum Mechanics, Benjamin, 1968
- (avec Irving Segal) (en) George Mackey et Irving Segal, Mathematical problems of relativistic physics, Providence (R.I.), AMS, 1963, 131 p. (ISBN 978-0-8218-9057-8, lire en ligne)
- (en) George Mackey, Lectures on the theory of functions of a complex variable, Huntington, N.Y, R. E. Krieger Pub. Co, 1977 (ISBN 0-88275-531-5, OCLC 933123882)